# Петко Енев
Петко Енев Петков е български учител, адвокат и офицер, поручик. Деец на БРСДП (т.с.) и Българската комунистическа партия.

## Биография
Петко Енев е роден на 19 ноември 1889 г. в село Индже кьой, Сливенско в чиновническо семейство. Като ученик в Априловската гимназия (Габрово) участва в социалистически кръжоци през (1905 – 1906). Работи като учител.
Завършва специалност право в Софийския университет. Като запасен офицер с военно звание поручик участва във войните за национално обединение на България. Награден е с Орден „За храброст“ IV степен.
Става член на БРСДП (т.с.) през 1912 г. На Първия конгрес на БКП (т.с.) оглавява групата на левите комунисти в партията. Скоро след това се отдръпва от нея и е избран за член на Висшия партиен съвет на БКП, какъвто остава до смъртта си.
Работи като адвокат в Нова Загора. Общински съветник от 1919 г.
Ръководи Септемврийското въстание през 1923 г. в град Нова Загора и околностите. След потушаването му се оттегля в планините начело на чета, с която продължава борбата срещу първото правителство на Демократическия сговор. По-късно е заловен от властите и хвърлен в затвора. По време на съдебния процес изрича крилатата фраза:
„Защо Александър Цанков да може да прави преврат, а Петко Енев да не може?! Аз действувам от името на негово величество народа.“
Оправдан заедно с другите подсъдими и отново се включва в подривната дейност на БКП. По време на априлските събития от 1925 г. е арестуван, изтезаван и разстрелян в Стара Загора.